# Осмийалюминий
Осмийалюминий — бинарное неорганическое соединение
осмия и алюминия
с формулой AlOs,
кристаллы.

## Получение
- Сплавление стехиометрических количеств чистых веществ в высоком вакууме [1]:

{\displaystyle {\mathsf {Os+Al\ {\xrightarrow {1300^{o}C}}\ AlOs}}}

## Физические свойства
Осмийалюминий образует кристаллы цвета «медно-золотого-жёлтого»,
кубической сингонии,
пространственная группа P m3m,
параметры ячейки a = 0,3005 нм, Z = 1,
структура типа хлорида цезия CsCl
.